# Belleville (Wisconsin)
Belleville és una vila dels Estats Units a l'estat de Wisconsin. Segons el cens del 2000 tenia 1.908 habitants.

## Demografia
Segons el cens del 2000, Belleville tenia 1.908 habitants, 764 habitatges, i 540 famílies. La densitat de població era de 635,1 habitants per km².
Dels 764 habitatges en un 37,2% hi vivien nens de menys de 18 anys, en un 56,3% hi vivien parelles casades, en un 10,2% dones solteres, i en un 29,2% no eren unitats familiars. En el 23,3% dels habitatges hi vivien persones soles el 12,3% de les quals corresponia a persones de 65 anys o més que vivien soles. El nombre mitjà de persones vivint en cada habitatge era de 2,48 i el nombre mitjà de persones que vivien en cada família era de 2,96.
Per edats la població es repartia de la següent manera: un 28,1% tenia menys de 18 anys, un 5,8% entre 18 i 24, un 34,2% entre 25 i 44, un 19,7% de 45 a 60 i un 12,2% 65 anys o més.
L'edat mediana era de 35 anys. Per cada 100 dones de 18 o més anys hi havia 92,8 homes.
La renda mediana per habitatge era de 49.274 $ i la renda mediana per família de 55.909 $. Els homes tenien una renda mediana de 33.897 $ mentre que les dones 26.038 $. La renda per capita de la població era de 21.784 $. Aproximadament el 2,3% de les famílies i el 5,2% de la població estaven per davall del llindar de pobresa.

## Poblacions més properes
El següent diagrama mostra les poblacions més properes.